# Lysytchovo
 (avril 2025).
La mise en forme du texte ne suit pas les recommandations de Wikipédia : il faut le « wikifier ».
Les points d'amélioration suivants sont les cas les plus fréquents. Le détail des points à revoir est peut-être précisé sur la page de discussion.
- Les titres sont pré-formatés par le logiciel. Ils ne sont ni en capitales, ni en gras.
- Le texte ne doit pas être écrit en capitales (les noms de famille non plus), ni en gras, ni en italique, ni en « petit »…
- Le gras n'est utilisé que pour surligner le titre de l'article dans l'introduction, une seule fois.
- L'italique est rarement utilisé : mots en langue étrangère, titres d'œuvres, noms de bateaux, etc.
- Les citations ne sont pas en italique mais en corps de texte normal. Elles sont entourées par des guillemets français : « et ».
- Les listes à puces sont à éviter, des paragraphes rédigés étant largement préférés. Les tableaux sont à réserver à la présentation de données structurées (résultats, etc.).
- Les appels de note de bas de page (petits chiffres en exposant, introduits par l'outil «  Source ») sont à placer entre la fin de phrase et le point final[comme ça].
- Les liens internes (vers d'autres articles de Wikipédia) sont à choisir avec parcimonie. Créez des liens vers des articles approfondissant le sujet. Les termes génériques sans rapport avec le sujet sont à éviter, ainsi que les répétitions de liens vers un même terme.
- Les liens externes sont à placer uniquement dans une section « Liens externes », à la fin de l'article. Ces liens sont à choisir avec parcimonie suivant les règles définies. Si un lien sert de source à l'article, son insertion dans le texte est à faire par les notes de bas de page.
- La présentation des références doit suivre les conventions bibliographiques. Il est recommandé d'utiliser les modèles {{Ouvrage}}, {{Chapitre}}, {{Article}}, {{Lien web}} et/ou {{Bibliographie}}. Le mode d'édition visuel peut mettre en forme automatiquement les références.
- Insérer une infobox (cadre d'informations à droite) n'est pas obligatoire pour parachever la mise en page.

Pour une aide détaillée, merci de consulter Aide:Wikification.
Si vous pensez que ces points ont été résolus, vous pouvez retirer ce bandeau et améliorer la mise en forme d'un autre article.
Lysytchovo est un village situé dans la commune rurale de Kereckove du raïon de Khust, dans l’oblast de Transcarpatie, à l’ouest de l’Ukraine.

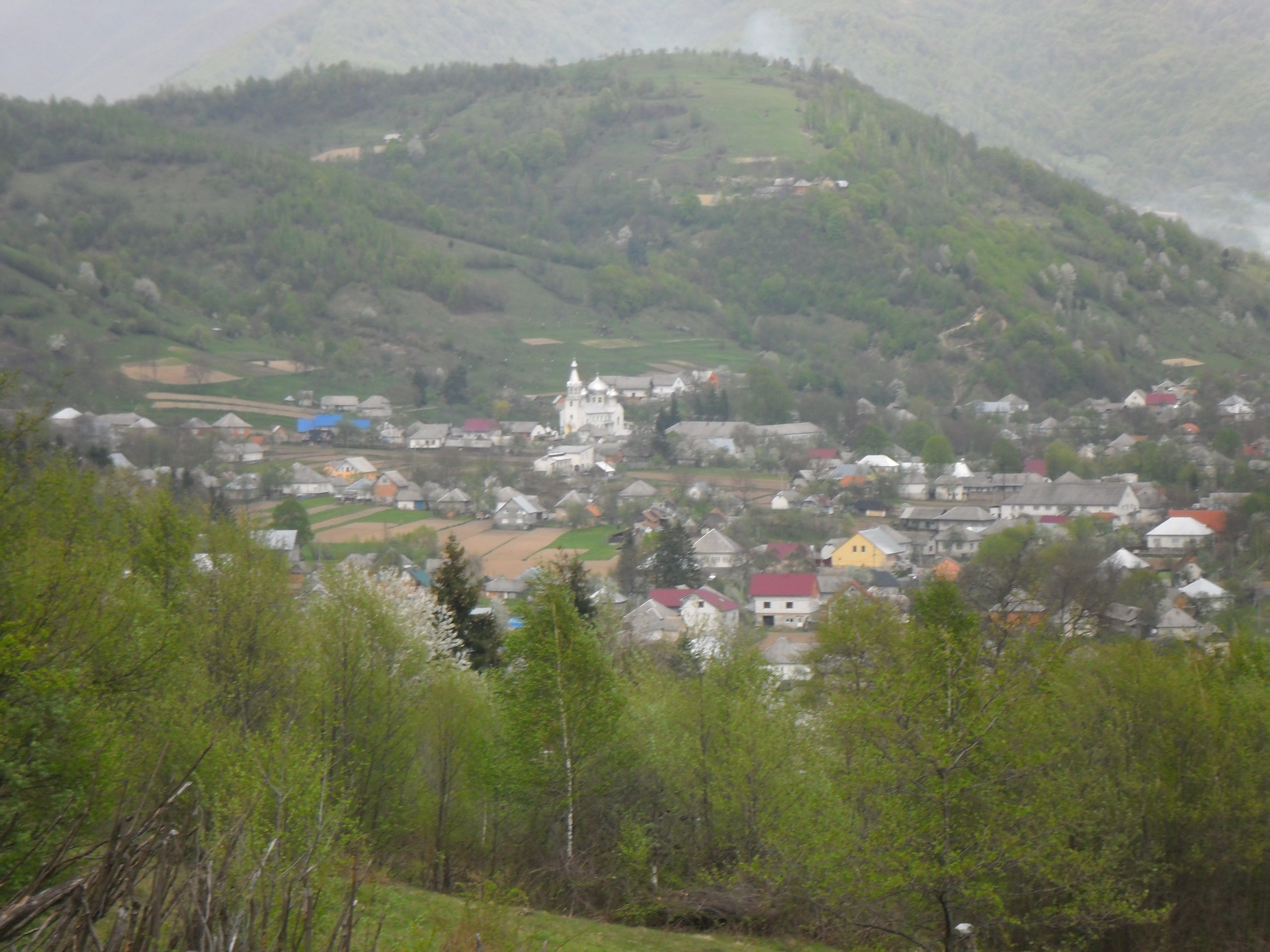
Lysytchovo

## Toponymie

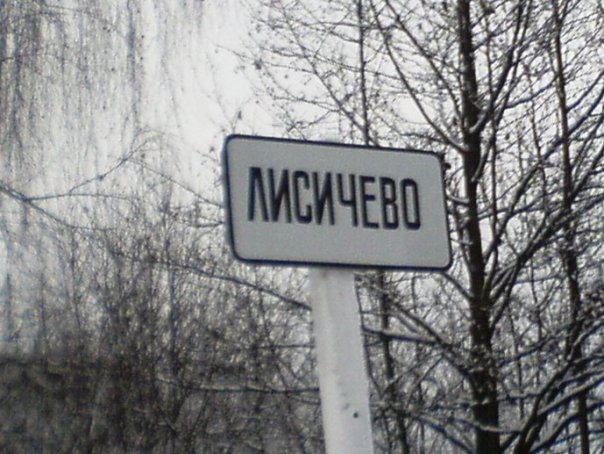
Panneau à l’entrée du village

Lysytchovo est mentionné pour la première fois en 1389 sous le nom de « Liszica ». Le nom évolue ensuite en « Liszicza » (1465), « Lissica » (1466), « Rawasmezew » (1517), « Ravaszmező » (1662). Jusqu’en 1918, le nom hongrois « Rókamező » était utilisé. En 1995, le nom officiel ukrainien actuel « Lysytchovo » a été adopté.

## Géographie
Le village s’étend le long de la rivière Lysytchanka, un affluent de la Borjava.
Lysytchovo se situe à 45 km du centre administratif de Khoust et à 30 km de la gare ferroviaire de Svaliava.

## Histoire
Lysytchovo est mentionné pour la première fois dans un document de 1383.

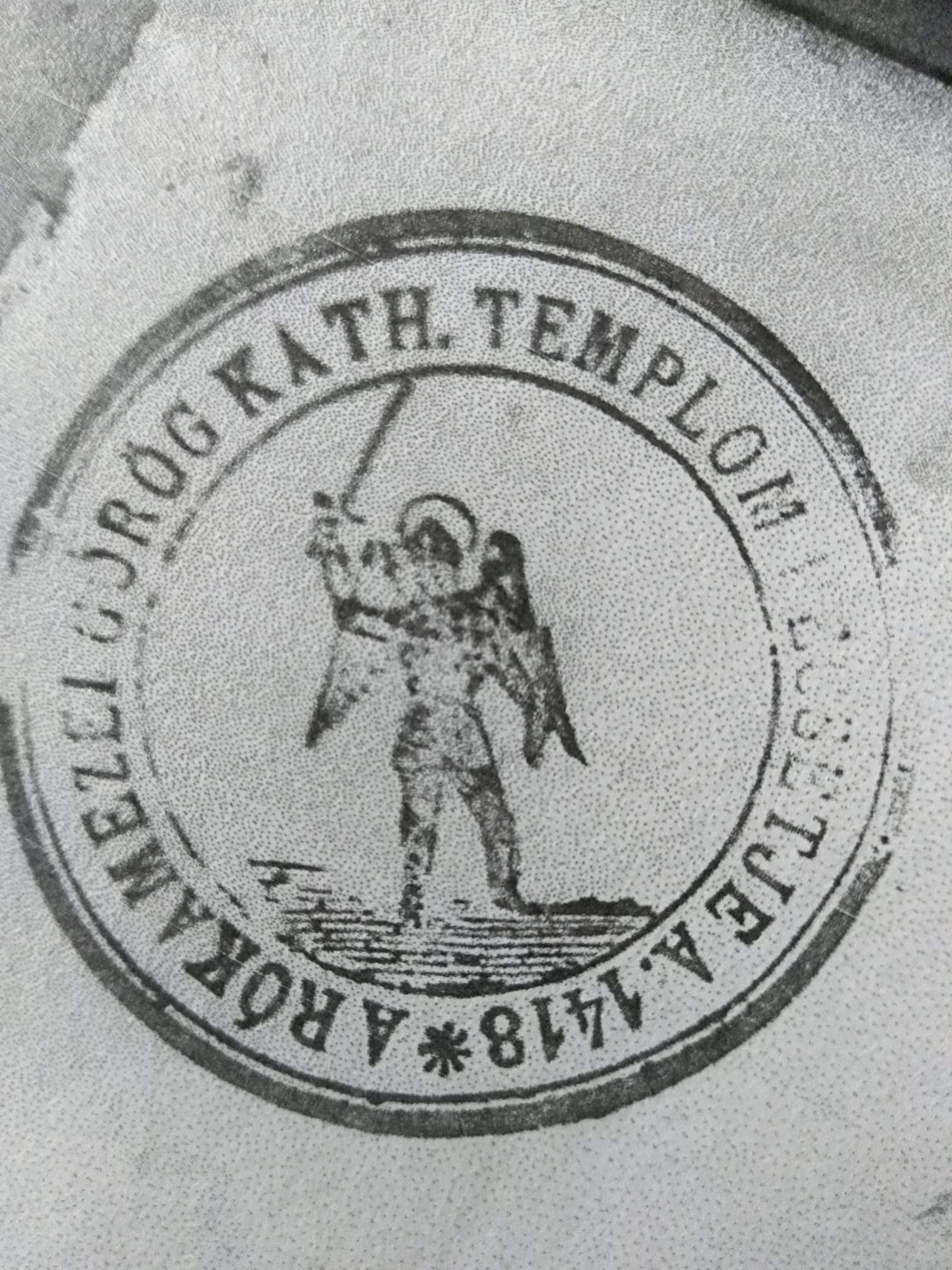
Ancien sceau ecclésiastique gréco-catholique avec le nom hongrois du village « Rokamezei » (champ du renard) et la date d'enregistrement de la communauté religieuse de Lysytchovo — 1418.

À partir du XVe siècle, Lysytchovo appartient à la famille féodale Dolgay, dont la résidence principale était le village de Dovhe — centre de la seigneurie de Dolha.
En 1550, le village était la propriété de György et Imre Dolgay, et en 1600, de János Dolgay.
Selon le recensement de 1715, le village était considéré comme abandonné. En 1720, seuls six paysans y vivaient.
Dans les années 1760, le comte László Teleki y fonde une papeterie.
En 1795, le chercheur hongrois András Vályi écrit dans son ouvrage *Description du Royaume de Hongrie* :  
« Lysytchovo, village ruthène du comitat de Máramaros, situé près de la frontière du comitat de Bereg. Il y a 556 gréco-catholiques et 16 juifs, une seule église. Le village appartient au comte Teleki. »
En 1708, les domaines du seigneur György Dolgay sont confisqués par l'administration des Habsbourg pour sa participation à la guerre d'indépendance hongroise (1703–1711). Lysytchovo devient alors propriété de l'État, puis du comte László Teleki, qui avait contribué à la répression du soulèvement et fut récompensé par l’empereur Joseph Ier de vastes terres.
Pour développer ses domaines, Teleki fit venir des colons allemands et tchèques. Ces derniers étaient considérés comme des ouvriers et non comme des serfs (le servage ayant été aboli en 1781 par l’empereur Joseph II en Bohême, puis dans le reste des possessions des Habsbourg).
Selon un article publié dans la revue *Zoria-Hajnal* (Oujhorod, 1941), la papeterie fondée par le comte Teleki vers 1760, avec l’aide d’un entrepreneur polonais, était une installation relativement avancée pour l’époque : elle possédait trois cylindres, trois cuves et fonctionnait à l’énergie hydraulique. En 1772, elle produisait 104 lots de papier de première qualité, 12 de seconde qualité et 50 de papier dit « boubli ».
Les filigranes (marques d’eau) appliqués sur les papiers entre 1780 et 1825 portaient les armoiries de la famille Teleki ainsi que les lettres « G » et « T » — pour *Grof Teleki*. Certains de ces filigranes sont encore visibles sur des documents datant de 1841. D’ailleurs, les registres paroissiaux de Koushnytsia et de Lysytchovo (1820–1887), conservés aux archives d’État de Transcarpatie, ont été imprimés sur ce papier.
La production de papier au XVIIIe siècle était complexe et exigeante. Ne parvenant pas à rivaliser en qualité avec d'autres manufactures austro-hongroises, l’usine ferma vers 1840.
Un entrepreneur autrichien du nom de Hamor transforma plus tard le moulin de la papeterie, situé dans le quartier de Pasychnyï, en une forge industrielle. Des ingénieurs et artisans venus de différentes régions de l’Empire austro-hongrois — notamment de Slovaquie, Pologne, Bohême, Silésie — s’installèrent avec leurs familles à Lysytchovo, reconstruisant le site en une usine métallurgique. On y fonda une fonderie d'État utilisant le minerai de fer local.
Jusqu’à 260 personnes travaillaient dans les mines et ateliers associés à l’usine de fer de Lysytchovo. En 1894, les mines ont permis la production de 5 766 quintaux de fer, pour une valeur totale estimée à 28 426 florins. Le pourcentage de minerai pur variait entre 15 et 30 %.
Une carte cadastrale de 1864, conservée aux archives d’État, montre l’emplacement de l’usine et, à l’est, de l’autre côté d’un canal, une colonie d’ingénieurs et d’ouvriers, composée d’une dizaine de maisons sans terres, construites en bois avec des toits à deux versants — d’abord couverts de chaume, puis de bardeaux.
Face à la demande croissante de fonte dans l’Empire austro-hongrois au XIXe siècle, le comte Teleki fonda le Complexe sidérurgique Dolha-Lysytchovo — *Dolha-Rókamezői vasgyár*.
En 1853, la construction d’un haut fourneau débuta sur le site de Dovhe, selon les plans de l’ingénieur Johann Müller et sous la direction du directeur de l’usine, Príhrodní. L’activité de l’usine fut divisée en deux : à Dovhe, production artistique en fonte ; à Lysytchovo, produits métalliques utilitaires, forgés dans l’atelier.
Les produits étaient vendus non seulement en Ukraine, mais aussi exportés vers la Serbie, la Roumanie, la Hongrie et d’autres pays.
Un ouvrage de 1862 mentionne que le village comptait alors 166 maisons et 850 habitants ruthènes.
Le recensement de 1910 indiquait une population de 1 733 personnes, dont 1 563 Ruthènes, 80 Allemands (Souabes) et 28 Hongrois. En termes religieux : 1 562 gréco-catholiques, 98 catholiques romains, 69 juifs.
Après les mauvaises récoltes de 1930 et 1931, environ 200 familles paysannes souffrirent de la faim, et 200 habitants émigrèrent.
Le 23 octobre 1944, l’Armée rouge libéra Lysytchovo de l’occupation allemande. 86 habitants du village rejoignirent l’armée soviétique, 28 périrent au front. En 1967, un monument fut érigé à leur mémoire, ainsi qu’à celle des soldats soviétiques libérateurs.
Malgré les lois de décommunisation, la communauté locale refusa de démonter le monument au soldat soviétique. Il fut « ukrainisé » et les soldats tombés dans l’Armée rouge furent officiellement assimilés aux soldats des forces armées ukrainiennes morts pendant la guerre russo-ukrainienne.

## Population
Selon le recensement de 1910, le village comptait 1 733 habitants :
- 1 563 Ruthènes
- 80 Allemands
- 28 Hongrois

Dont :
- 1 562 gréco-catholiques
- 98 catholiques romains
- 69 juifs

Selon le recensement de 1921, la population était de 1 494 habitants :
- 1 422 Ruthènes
- 56 Slovaques
- 15 Juifs
- 1 Hongrois

D’après le Recensement de l'URSS de 1989, la population s’élevait à 2 915 personnes (1 418 hommes et 1 497 femmes).
Lors du Recensement de l'Ukraine de 2001, le village comptait 3 186 habitants.

## Langue
Répartition linguistique selon le recensement de 2001 :
| Langue    | Pourcentage |
| --------- | ----------- |
| Ukrainien | 98,81 %     |
| Slovaque  | 0,82 %      |
| Russe     | 0,38 %      |

## Forge à eau «Hamora»

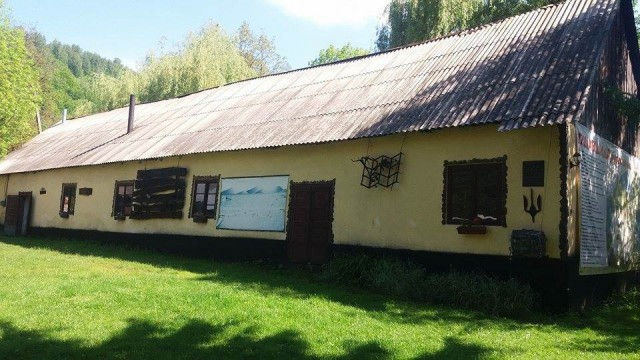
Forge à eau Hamora

Lysytchovo abrite l’unique forge à eau encore en activité en Ukraine — appelée « Hamora » (du mot allemand *Hammer*, « marteau »). Il s’agit d’un monument historique du XVIIIe siècle protégé par l’État.
Le bâtiment principal mesure 31 m de long, 8,5 m de large et 7,75 m de haut, reposant sur des fondations en pierre. Les murs ouest, nord et sud sont en pierre brute non crépie ; le mur est est en bois avec un cadre crépi. Une cloison intérieure en brique sépare les deux moitiés. Le toit à double pente est actuellement recouvert d’amiante.
Le mécanisme hydraulique comprend un tambour en bois, une roue à pales, un arbre de transmission de 6,7 m, des supports latéraux en bois (30 x 50 cm) et un socle pour l’axe.
Le marteau de forge fonctionne avec un axe, une masse, des poutres de fixation, une enclume en acier, et un système de contrôle à 4 leviers permettant de libérer ou bloquer l’écoulement d’eau sur le tambour.
À l’intérieur, on trouvait trois marteaux mécaniques et cinq fours en brique. Début 1945, la forge fut transformée en usine métallurgique « Syla ». Cette année-là, elle produisit :  
- 3 317 houes,
- 225 pics,
- 2 000 fers à cheval,
- 100 rabots,
- 95 pioches,
- 480 pelles,
- 340 burins,
- 280 haches,
- 127 outils agricoles,
- 872 faux — pour une valeur de 7 612 220 karbovanets.

Dans les années 1960, l’activité fut transférée au combinat industriel d’Irchava, et finalement arrêtée à la fin de la décennie. En 1971, l’atelier fut restauré comme monument d’architecture industrielle et transformé en musée.
Aujourd’hui, la forge « Hamora » est l’unique forge à eau encore active en Europe, avec plus de 300 ans d’histoire. Chaque année, elle accueille un festival d’artisanat et de forge traditionnelle.

## Religion
Le village de Lysytchovo possède plusieurs églises : l’église dédiée à Jean-Paul II (rite latin, Église catholique romaine) et plusieurs églises orthodoxes et gréco-catholiques dédiées à l’archange Michel.
Répartition religieuse selon le recensement de 1921 :
| Religion                              | Pourcentage |
| ------------------------------------- | ----------- |
| Église grecque-catholique ukrainienne | 68,3 %      |
| Église orthodoxe d'Ukraine            | 24,2 %      |
| Église catholique romaine             | 3,9 %       |
| Judaïsme                              | 3,6 %       |

### Église Saint-Michel-Archange (1832,Église grecque-catholique ukrainienne)
Une première église en bois dédiée à la Vierge Marie existait en 1801. En 1832, une nouvelle église en pierre est construite avec le soutien des fidèles et de la famille Teleki, puis consacrée en 1837.
En 1902, des émigrés de Lysytchovo aux États-Unis ont collecté 307 couronnes pour son embellissement. En 1916, un énorme clocher a été retiré pour l’effort de guerre, endommageant l’église.
Sous l’époque soviétique, l’église fut retirée du registre officiel en 1953 et démolie en 1959. Ses pierres furent réutilisées pour construire l’école locale.

### Église Saint-Michel-Archange (1927,Église orthodoxe d'Ukraine)
Construite entre 1924 et 1927 sans clocher dans un style basilical simple. L’iconostase et d’autres objets religieux ont été transférés de l’ancienne église. À côté, un clocher en bois contient des cloches historiques (la plus ancienne date de 1807, fondue à Timișoara par Anton Nowotny).

### Église Saint-Michel-Archange (1999,Église orthodoxe ukrainienne (Patriarcat de Moscou))
Faute de place dans l’ancienne église, une nouvelle église en briques est construite à partir de 1997 sous la direction du père Mykhaïlo Buchmey. Le projet s’inspire du monastère de Drahovo. Consacrée en 1999 par l’évêque Euphymius.

### Chapelle Saint-Jean-Paul II (2017,Église catholique romaine)
En 1993, les catholiques latins de Lysytchovo ont acquis une maison adaptée en chapelle. Une église plus petite a ensuite été construite et consacrée le 24 octobre 2017 par le nonce apostolique Claudio Gugerotti. Elle est desservie par les prêtres du doyenné de Dovhe.

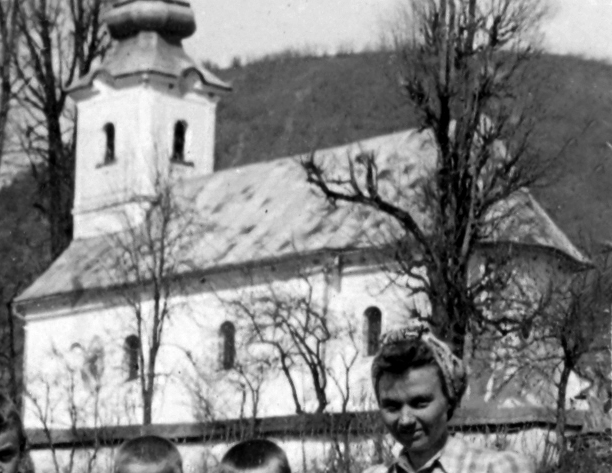
Église Saint-Michel (1832, grecque-catholique)
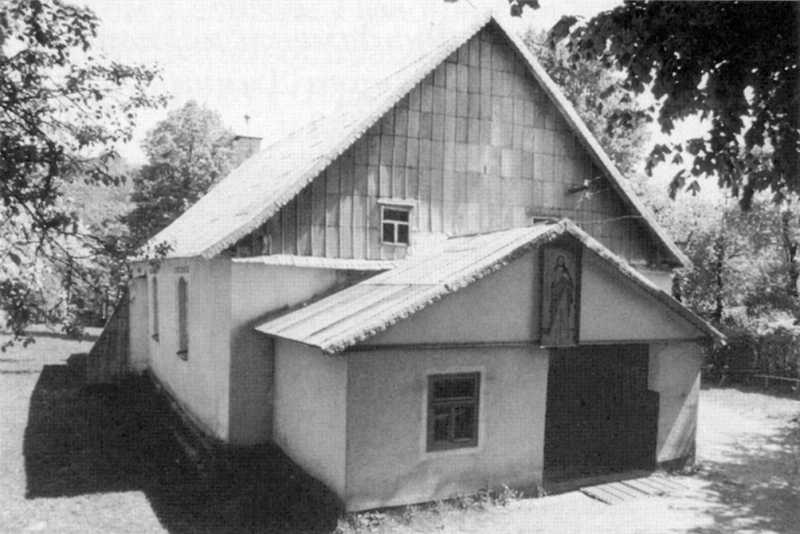
Église Saint-Michel (1927, orthodoxe)
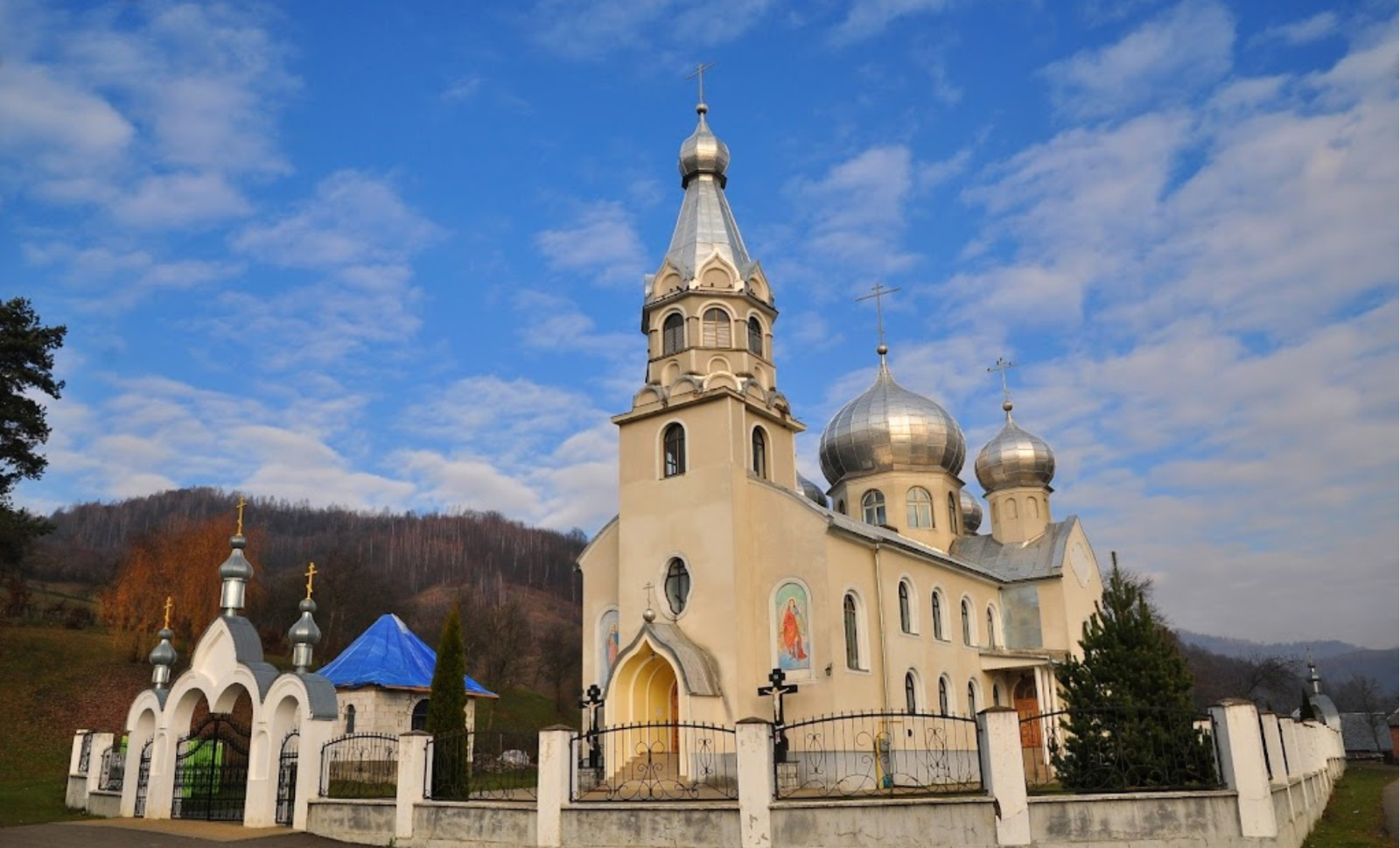
Église Saint-Michel (orthodoxe, Patriarcat de Moscou)
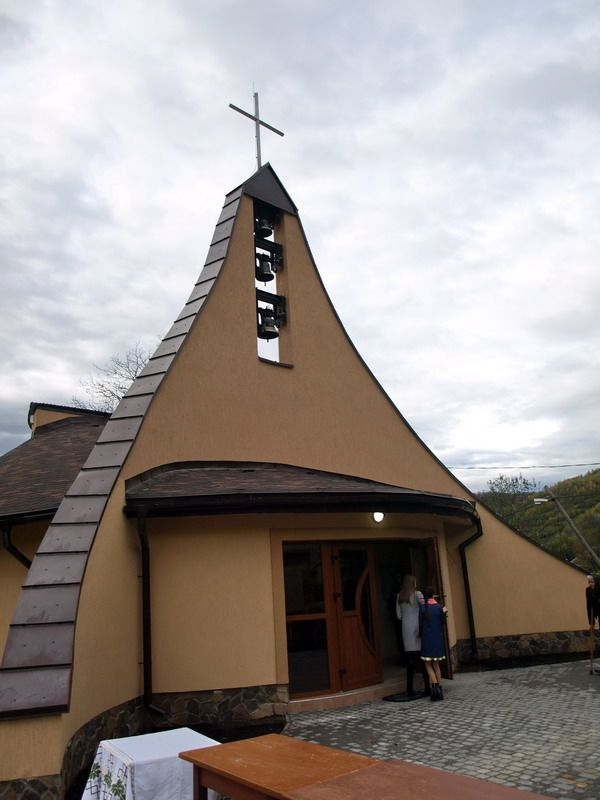
Chapelle dédiée à Jean-Paul II (catholique romaine)

## Festival Hamora
Le festival « Hamora » a lieu chaque année le dernier week-end de juin, dans la forge historique et sur les terrains avoisinants.
C’est un événement culturel ouvert aux forgerons, artistes folkloriques et artisans traditionnels. Le but est de promouvoir l’artisanat traditionnel, les savoir-faire et les traditions ethniques.
Fondé en 1987, ses initiateurs furent le chef de district Ivan Hrytsak, le maire Yaroslav Paliok, le forestier Mykhailo Denchylya et le directeur Ivan Prodan.
Le festival a connu trois grandes étapes :
1. Le premier fut intégré au festival folklorique local « Les guitares appellent à Hamora » ;
2. Le deuxième ouvrit la participation aux forgerons et prit le nom de « Festival de la forge et du folklore » ;
3. Depuis 2007, il est connu comme festival de la forge et de la musique ethnique.
Aujourd’hui, les organisateurs incluent la communauté de Lysytchovo, l’administration d’Irchava, l’association des forgerons du district, le collectif « Borzhavska Initsiatyva » et les exploitants de la forge.
Le festival accueille chaque année jusqu’à 10 000 visiteurs venus d’Ukraine et de pays voisins.

## Faits intéressants
- Selon le journal hongrois « Vadász- és Versenylap » (n°11, 1886), en 1885, dans les domaines des comtes Teleki à Dolha et Rókamező (Lysytchovo), les statistiques de chasse étaient les suivantes[6] :

|                         | Par les chasseurs | Par les meutes de loups | Par empoisonnement |  | Total |
| ----------------------- | ----------------- | ----------------------- | ------------------ |  | ----- |
| Cerfs ♂                 | 10                | 7                       | 0                  |  | 17    |
| Biches                  | 1                 | 15                      | 0                  |  | 16    |
| Chevreuils              | 19                | 10                      | 0                  |  | 29    |
| Sangliers               | 10                | 2                       | 0                  |  | 12    |
| Lièvres                 | 10                | 2                       | 0                  |  | 25    |
| Tétras lyres            | 74                | 0                       | 0                  |  | 74    |
| Canards colverts        | 2                 | 0                       | 0                  |  | 2     |
| Ours bruns              | 3                 | 1                       | 1                  |  | 5     |
| Loups                   | 0                 | 0                       | 4                  |  | 4     |
| Renards                 | 7                 | 0                       | 20                 |  | 27    |
| Chats sauvages          | 2                 | 0                       | 0                  |  | 2     |
| Loutres                 | 2                 | 0                       | 0                  |  | 2     |
| Autres oiseaux de proie | 8                 | 0                       | 0                  |  | 8     |
|                         |                   |                         |                    |  | 233   |

- Le 10 décembre 1914, un combat s'est déroulé au col de Prislop entre le Modèle:Iw et l’armée impériale russe[7],[8].
- Le village de Lysytchovo est mentionné dans le roman *La longue nuit* (*Dlouhá noc*) de Jan Drozd.
- En janvier 1934, une grève de bûcherons a éclaté à Lysytchovo, Dovhe et Kouchnytsia, exigeant une hausse de salaire (moins de 10 couronnes par jour)[9].
- Le 12 février 1939, lors des élections au Sejm de la Ruthénie, 955 électeurs de Lysytchovo ont voté pour l’Organisation nationale ukrainienne (UNO)[10],[11].
- Le 27 juin 1947, des combattants de l’UPA ont attaqué la centrale téléphonique de Lysytchovo et désarmé deux employés[12].
- En 1947, une petite centrale hydroélectrique a été installée à la forge Hamora, fournissant de l’électricité à 70 % des habitations et à l’éclairage public jusqu’en 1963[13].
- En janvier 1984, la milice soviétique tenta d’interrompre des chants de Noël à Lysytchovo, mais fut repoussée par des jeunes qui renversèrent leur voiture[14].

## Sites touristiques
- Forge à eau Hamora — la seule forge à eau active en Ukraine
- Église Saint-Jean-Paul II (2017)
- Églises Saint-Michel-Archange (1927, 1999)
- Source minérale de Trosna
- Rivière Lysytchanka
- Mont Sova — 561,6 m
- Col de Prislop — 937,6 m
- Lac de Repynne
- Mont Kuk — 1 361 m

## Galerie

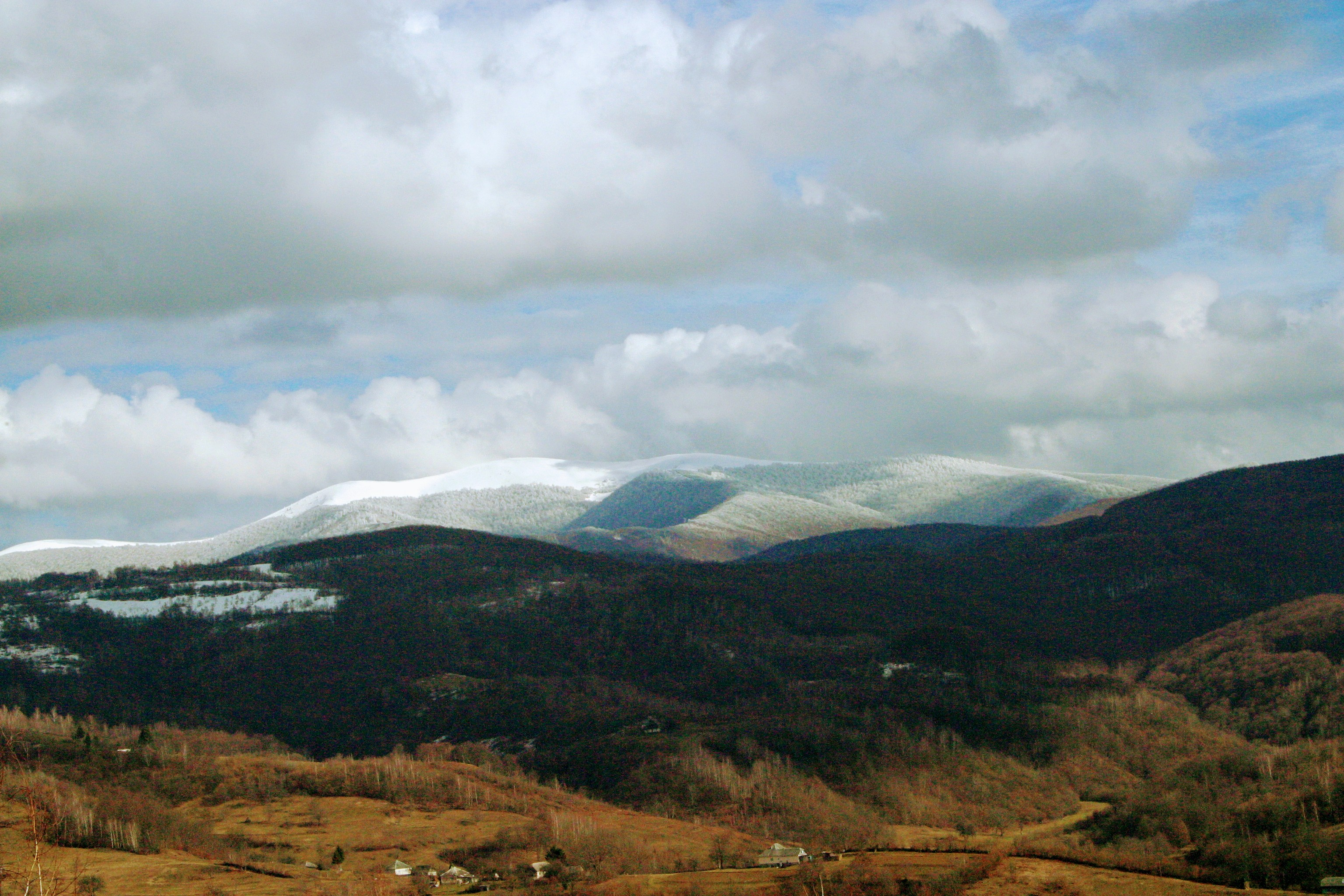
Vue depuis Sova vers Kuk
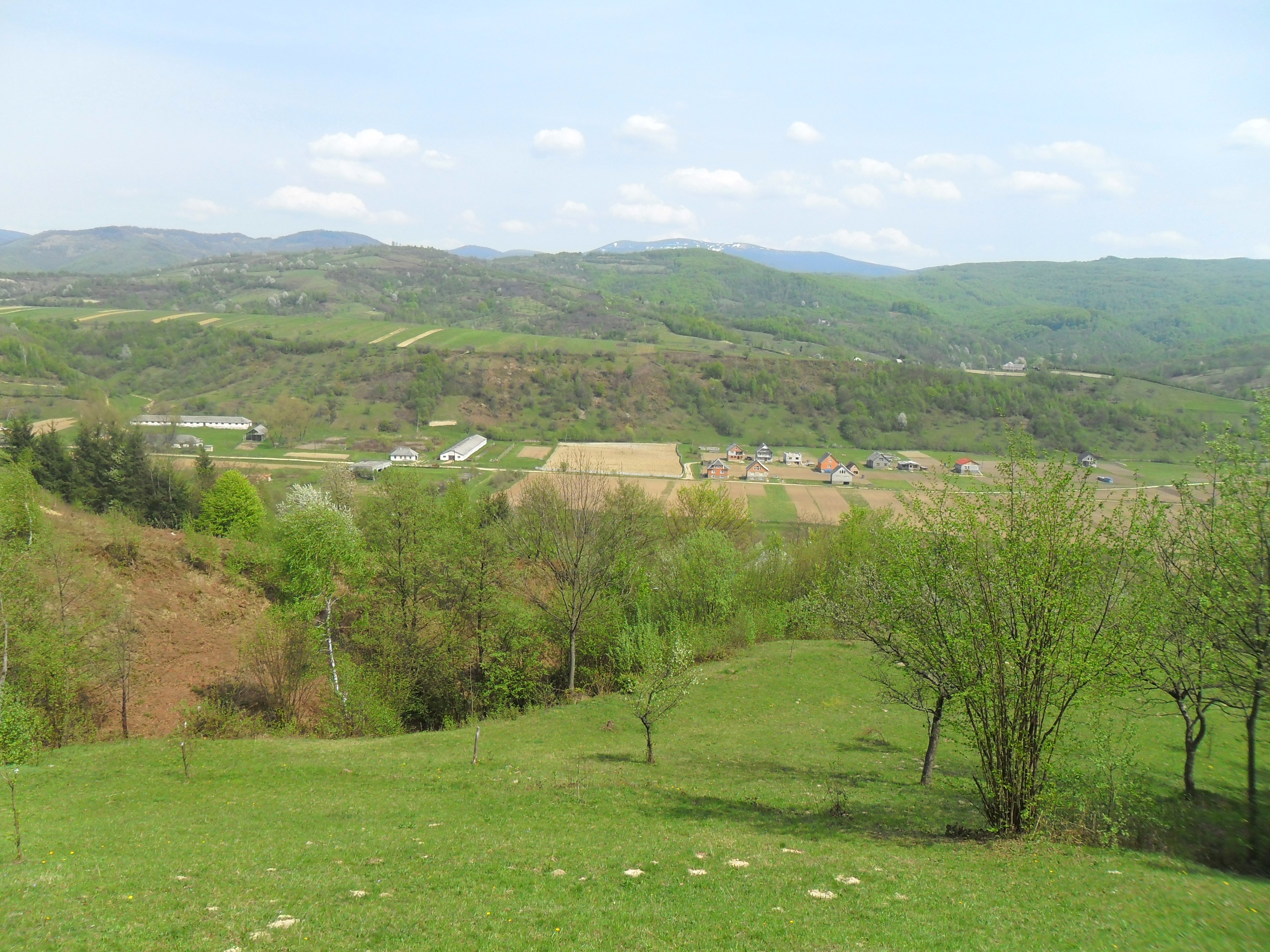
Vue de Borsoutchyn
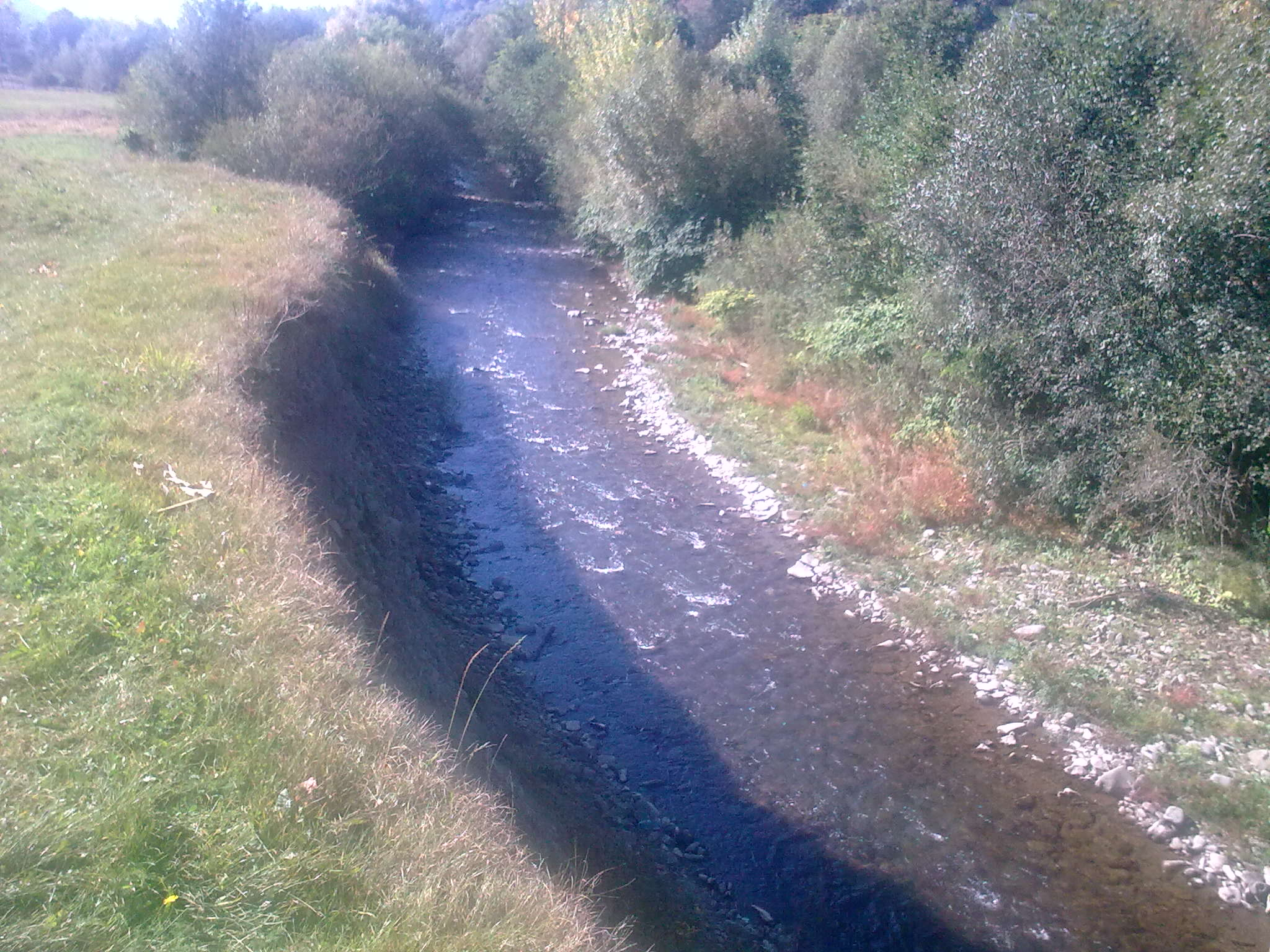
Rivière Lysytchanka
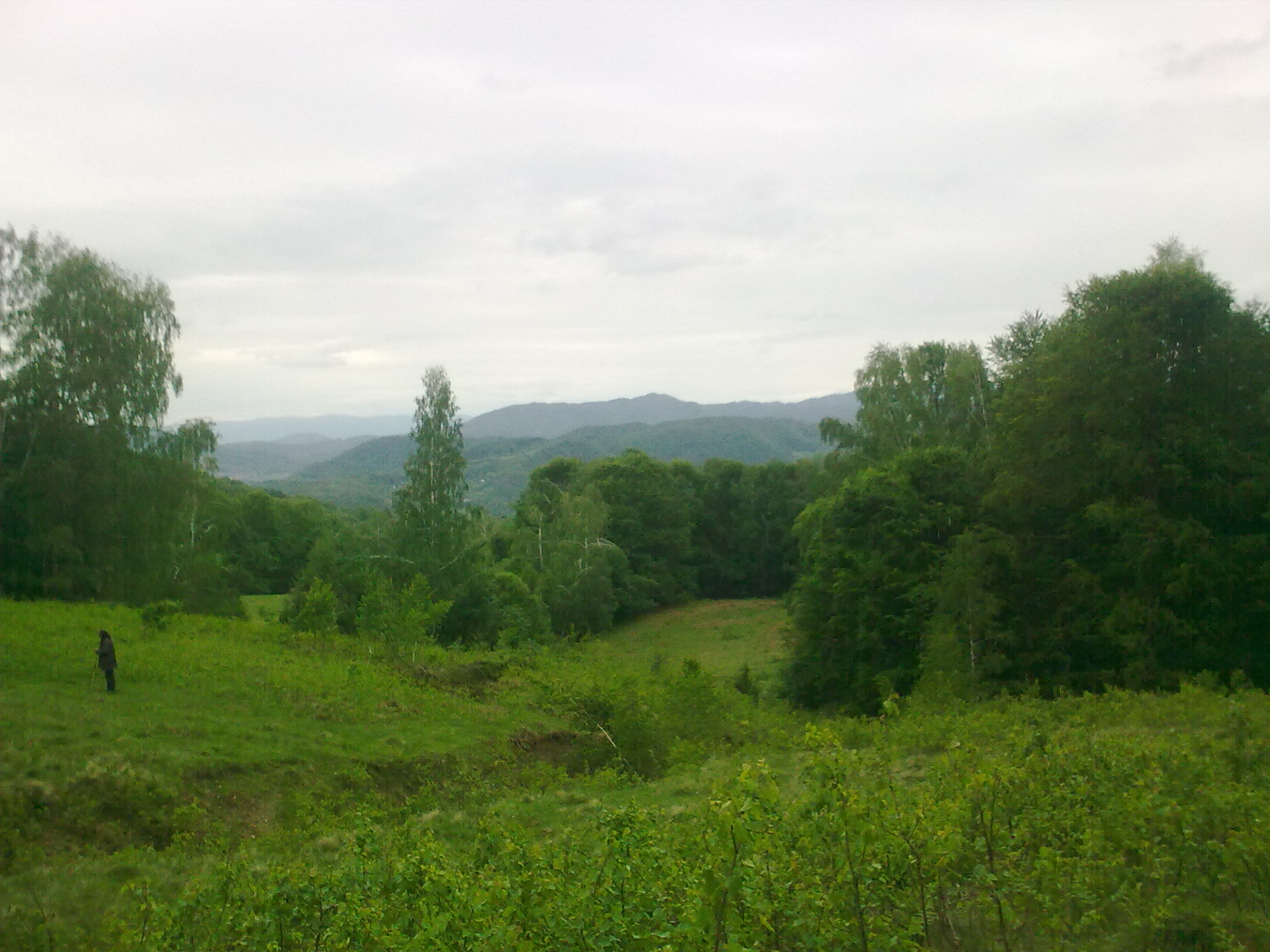
Lieu-dit "Krislo"
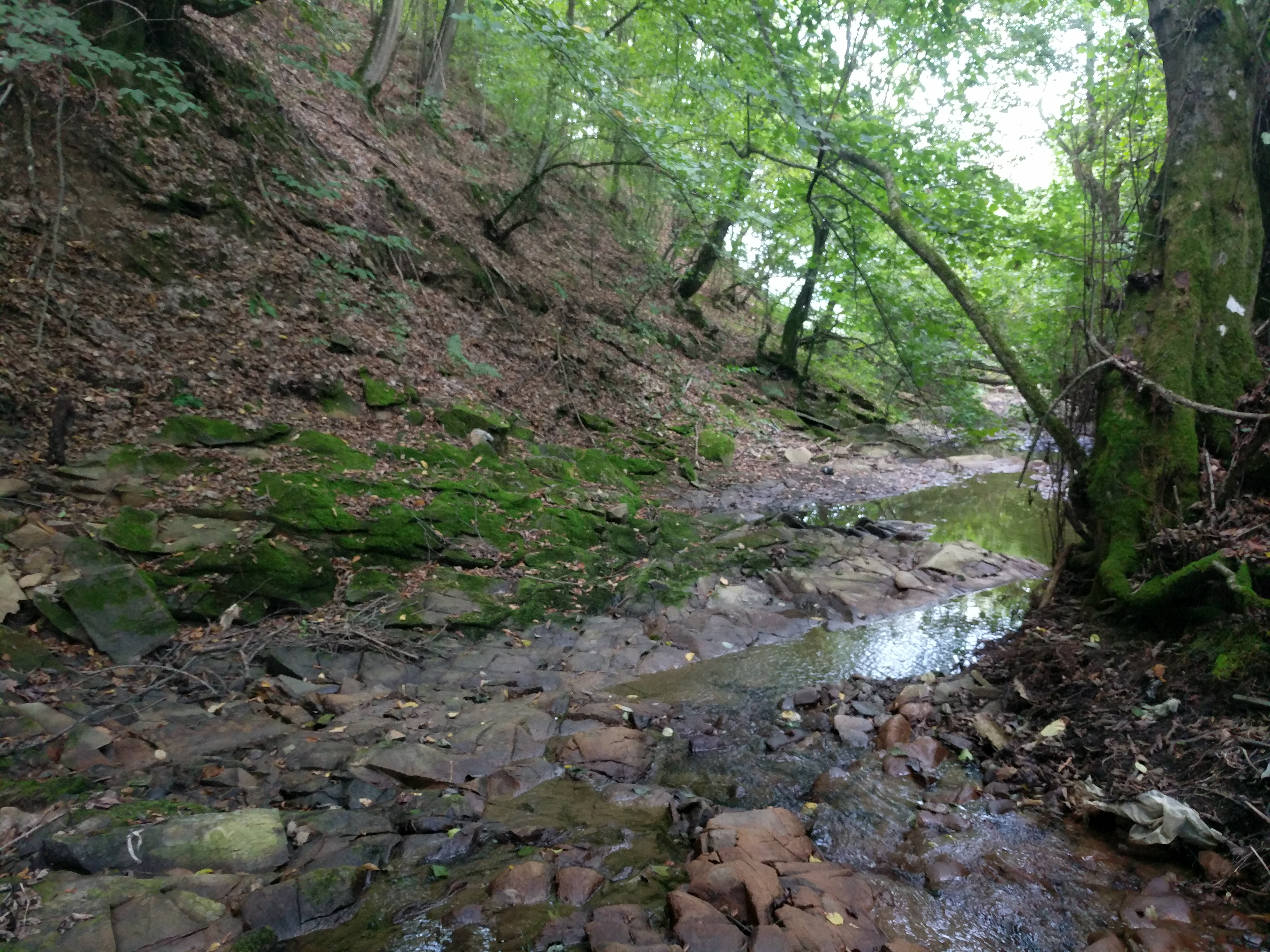
Rivière Lysytskyi
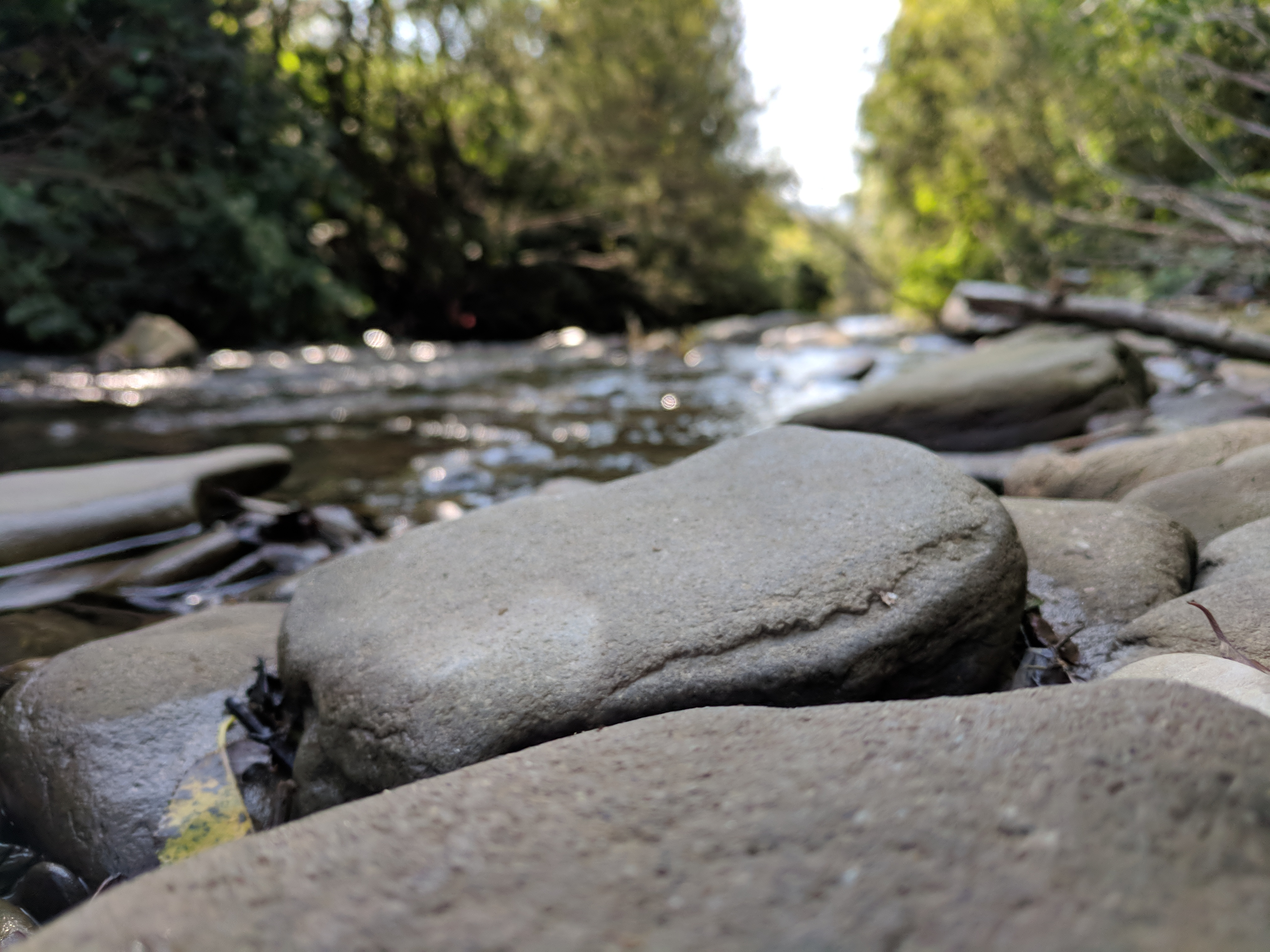
Relief de la Lysytchanka

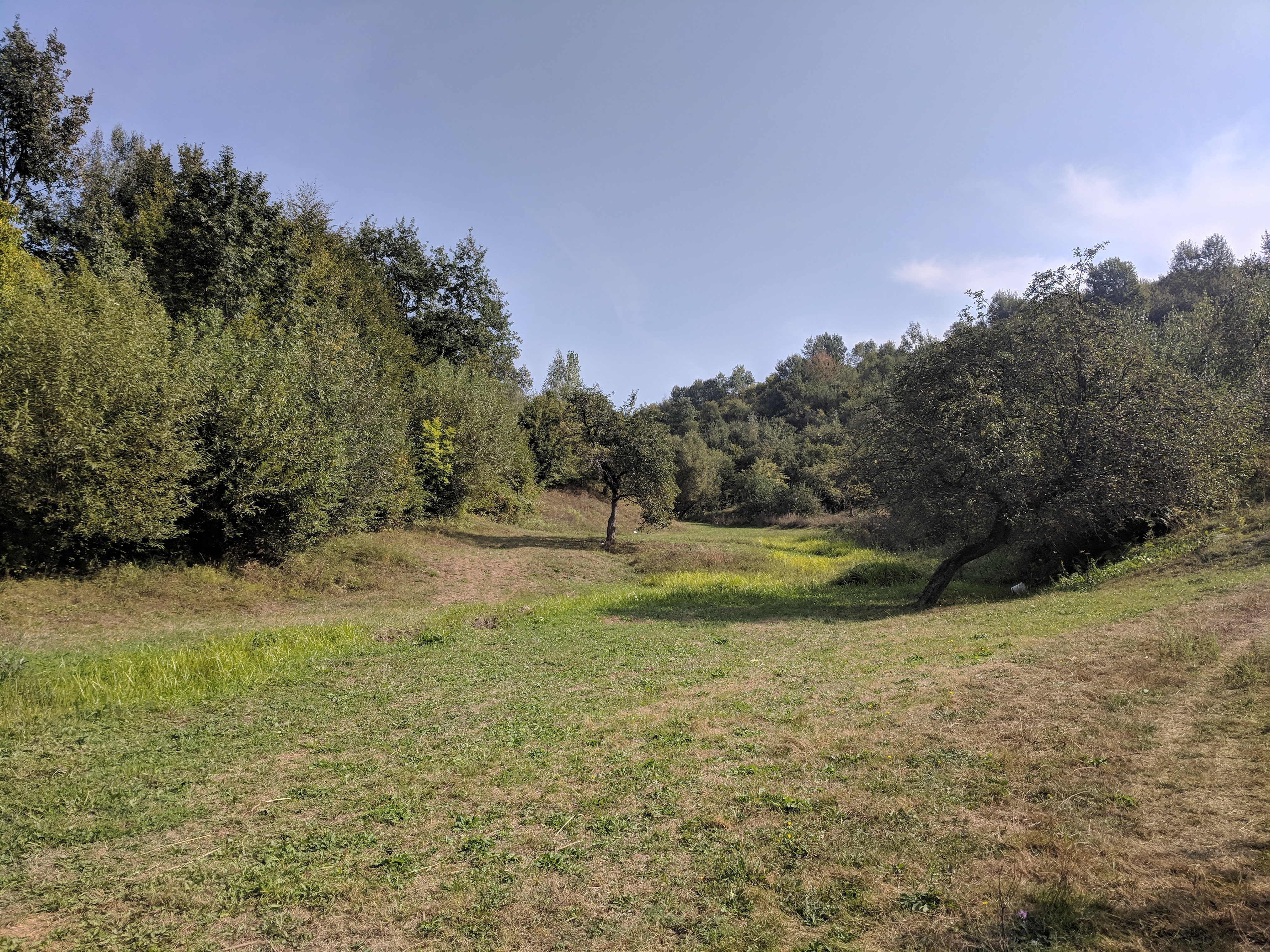
Trepetystyï
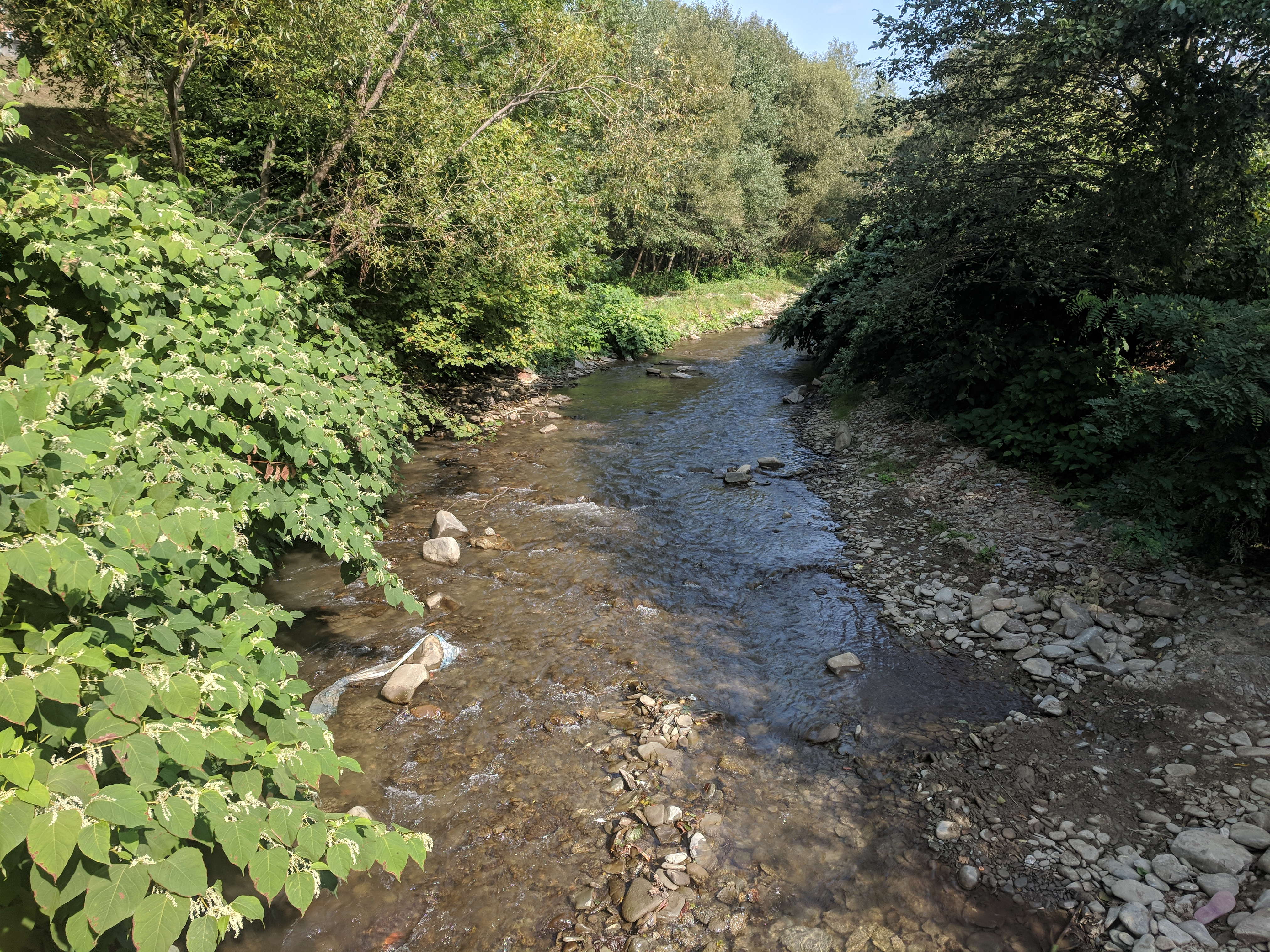
Lysytchanka
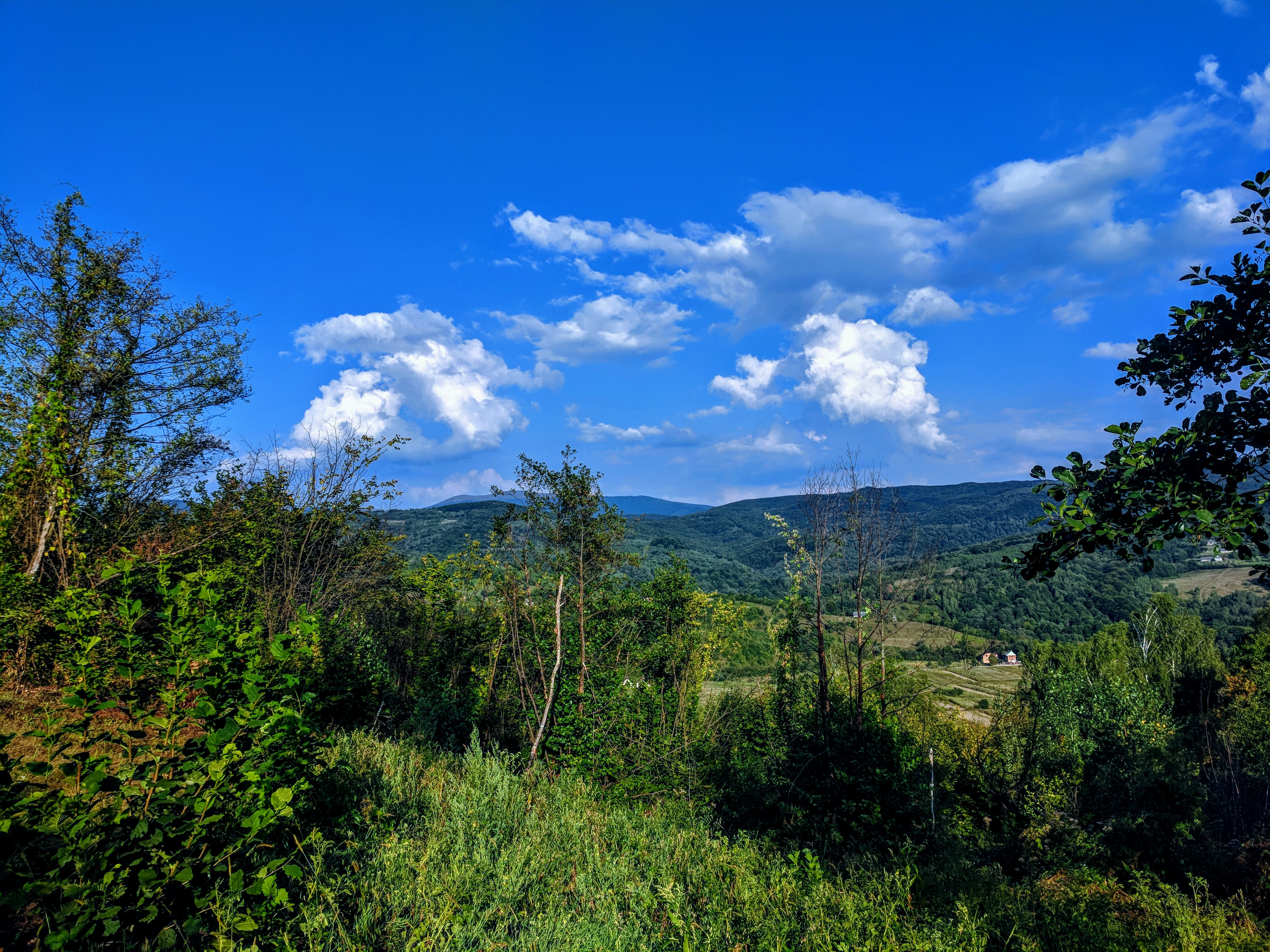
Vue depuis Dïlok vers Kuk
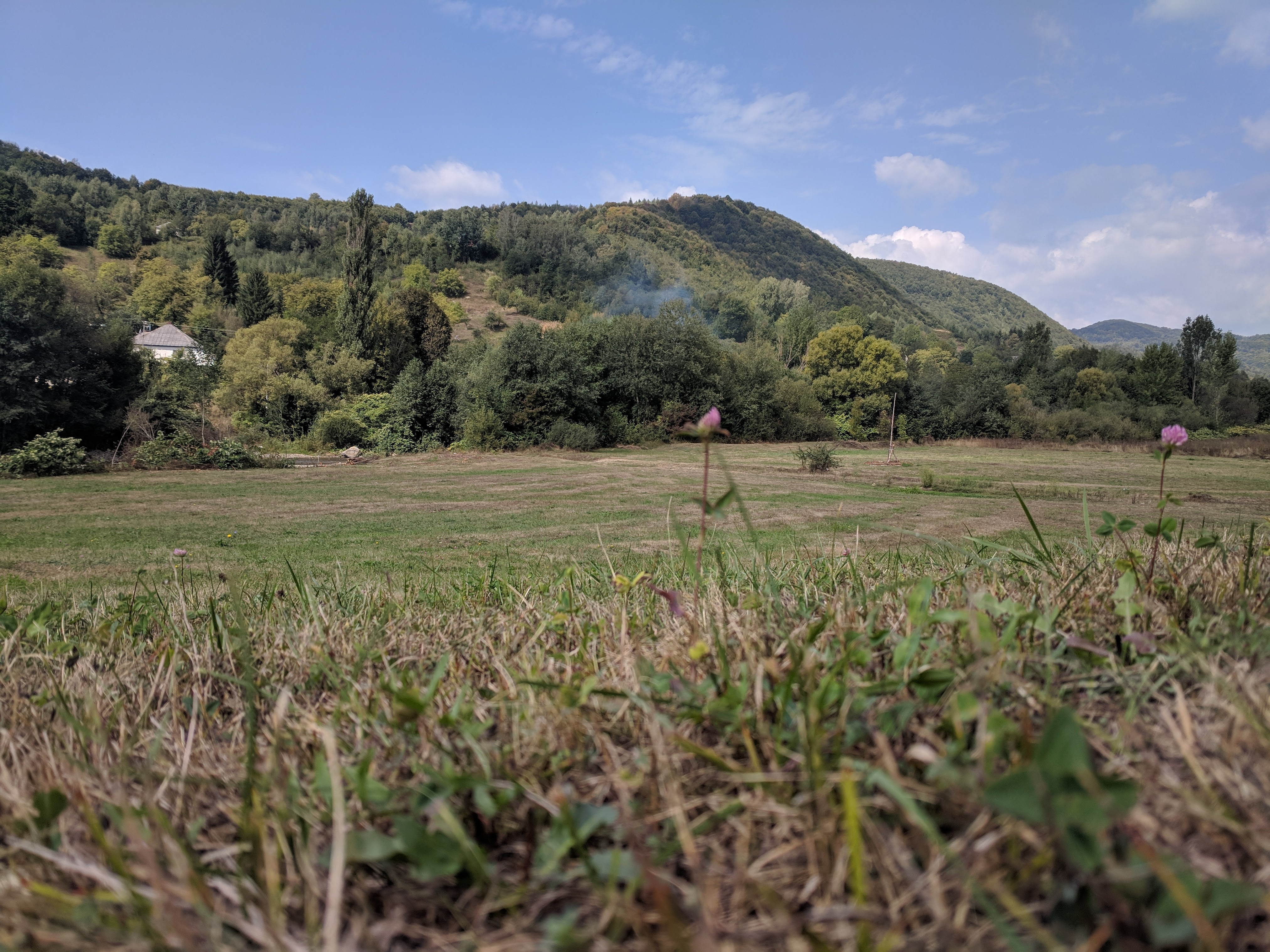
Vue sur Sova
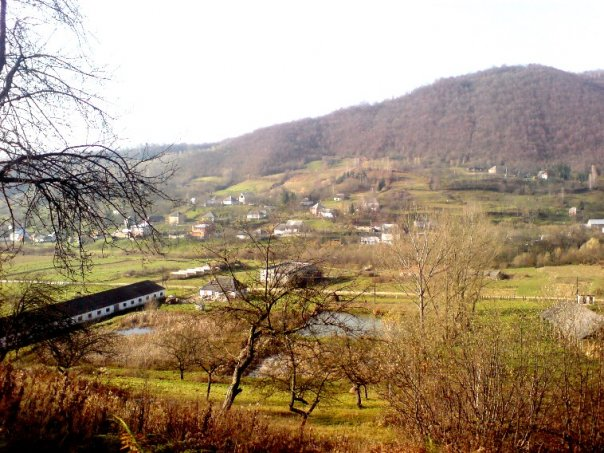
Danystia
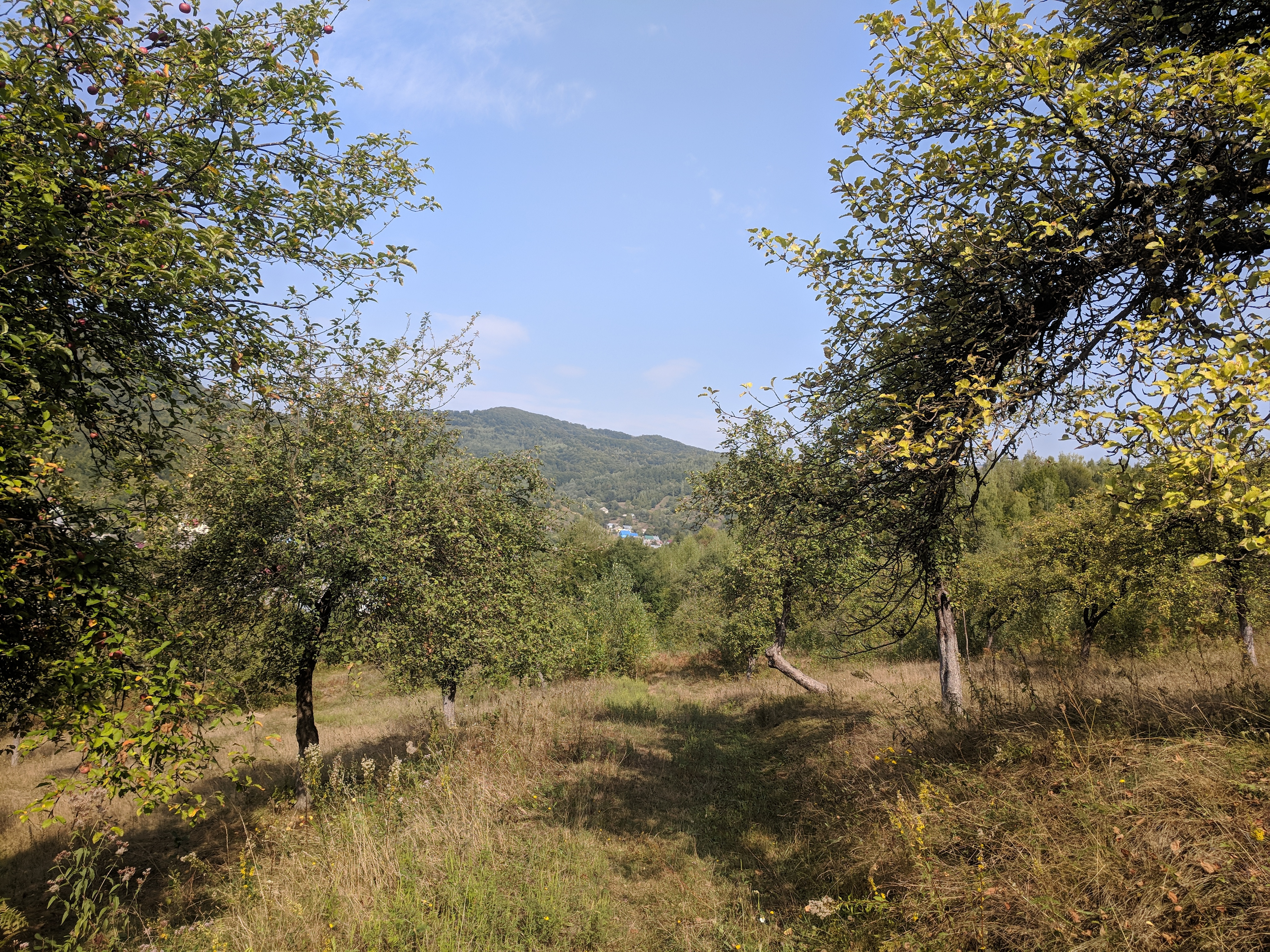
Verger à Trepetystyi

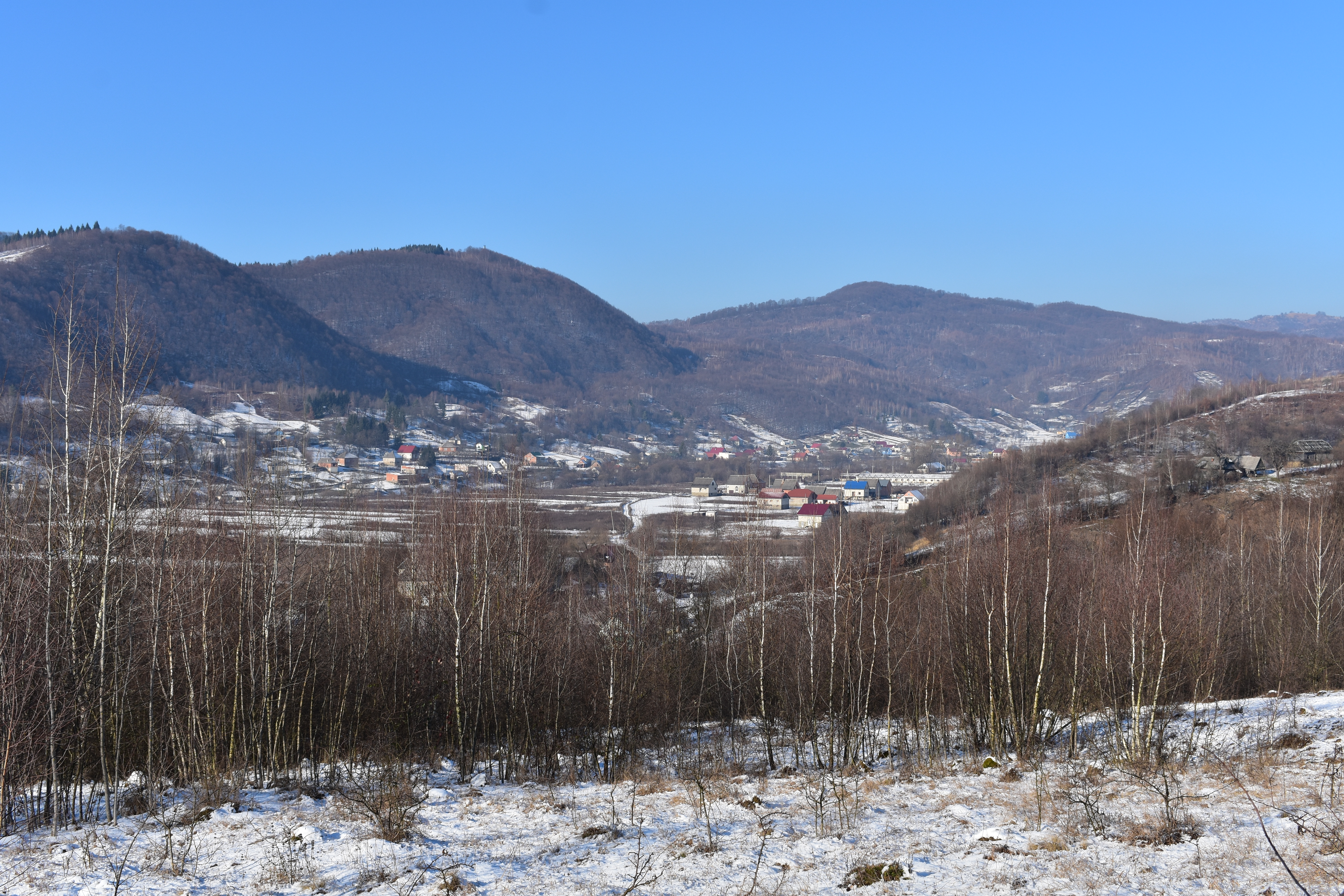
Vue sur Lysytchovo
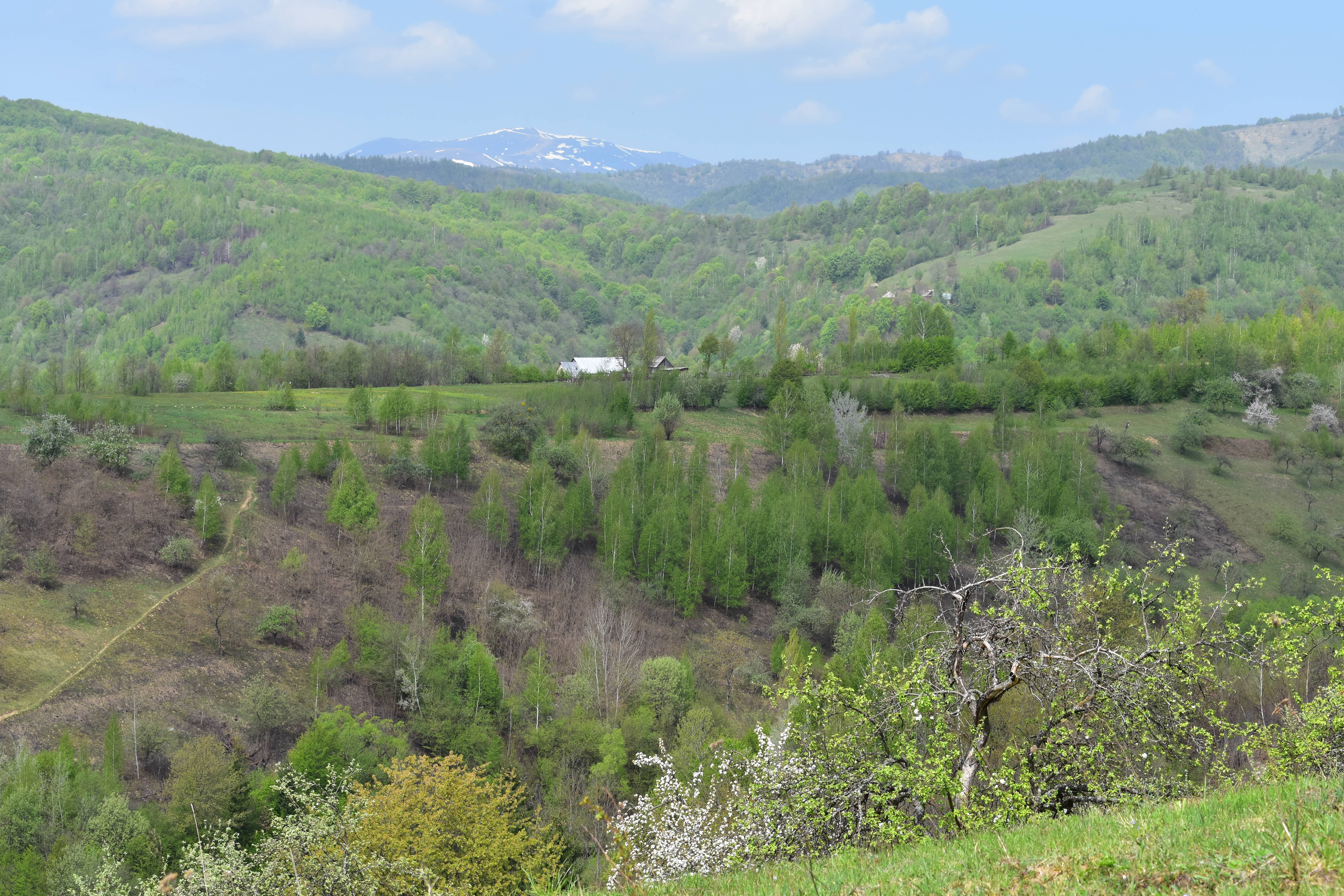
Vue sur Stiy
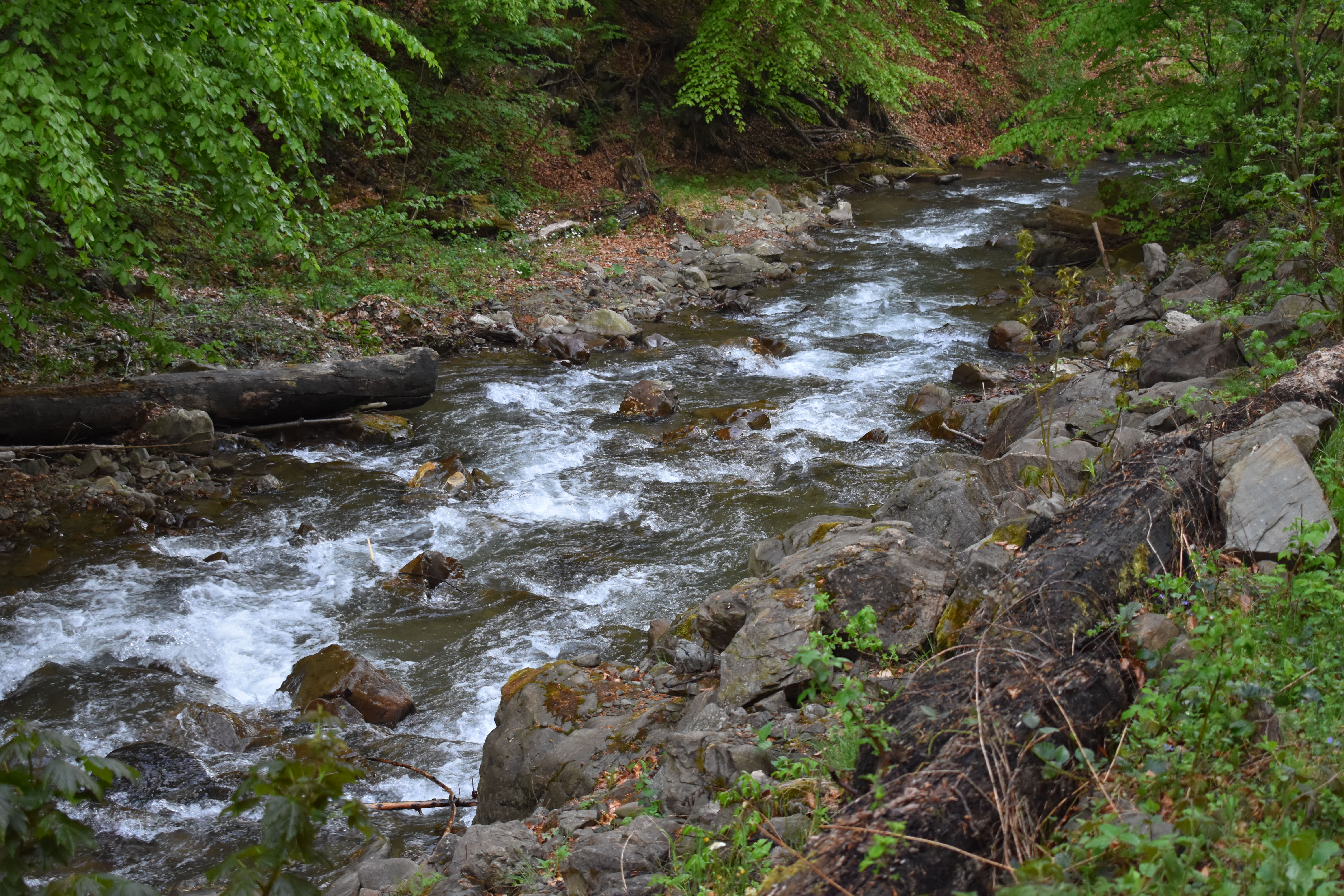
Rivière Vaskova au nord du village
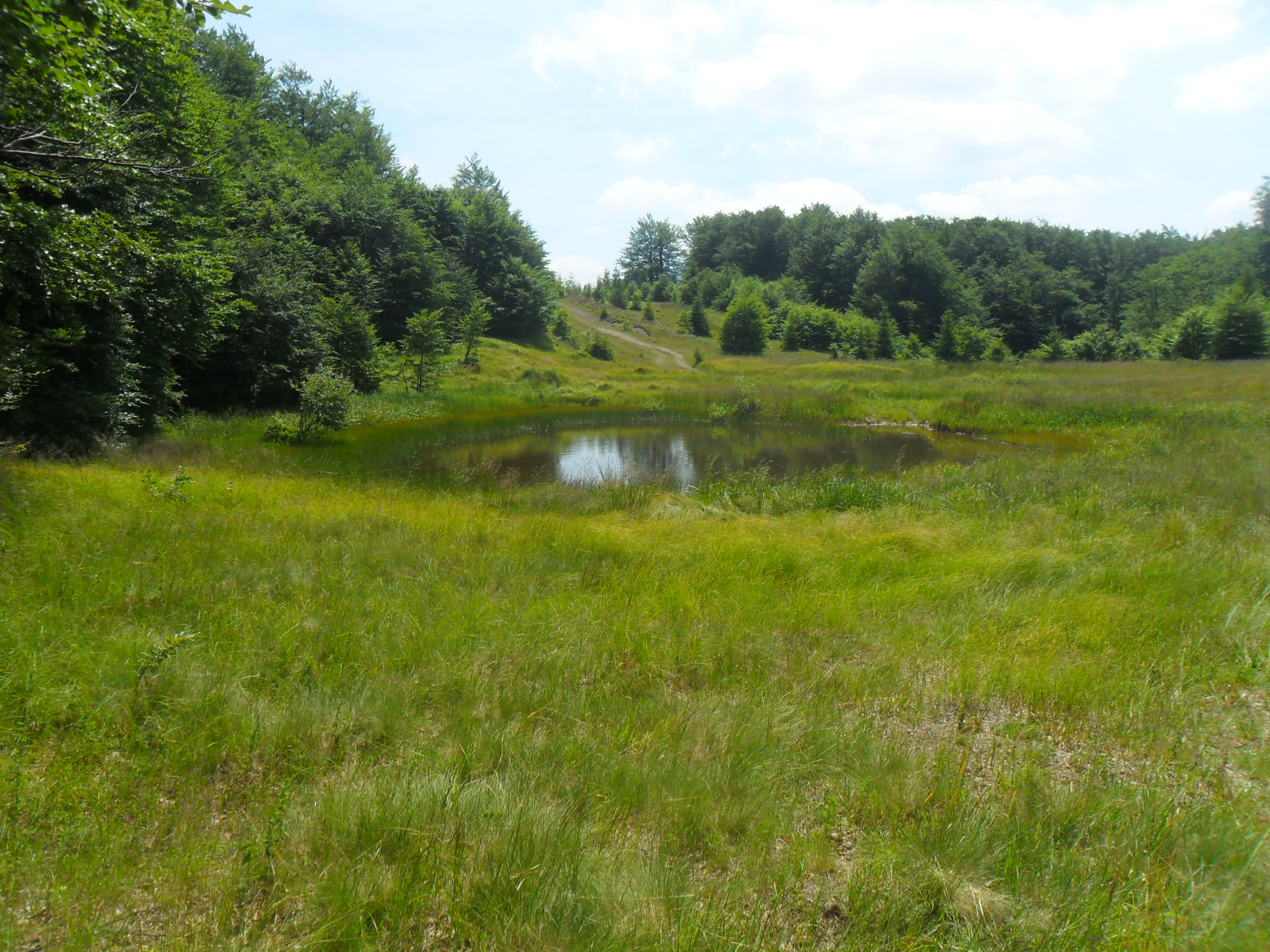
Lac de Repynne
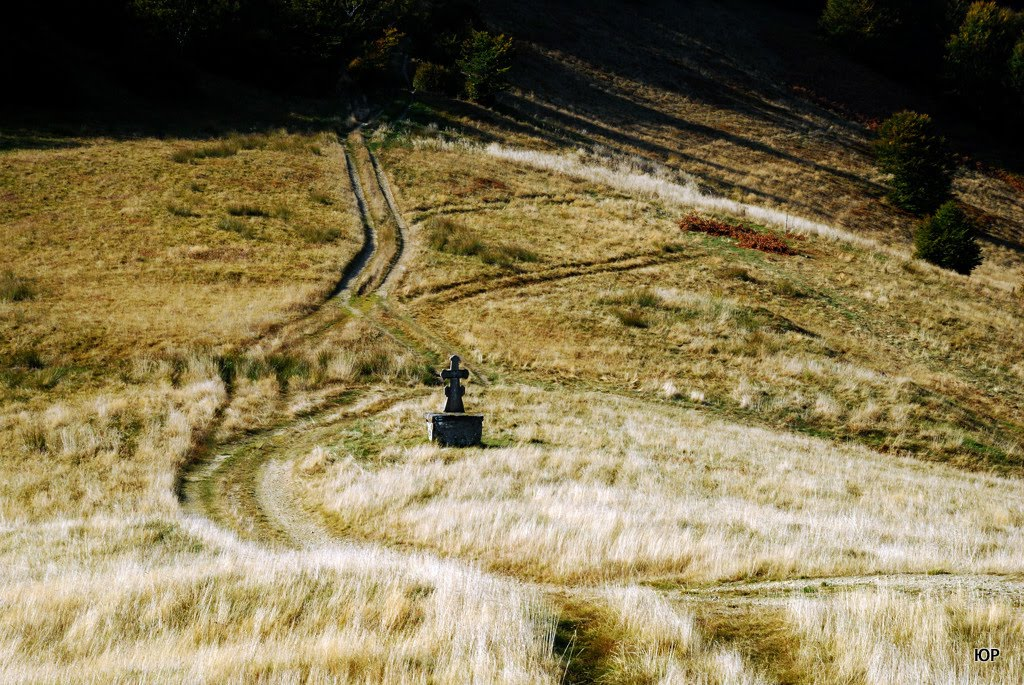
Col de Prislop